# Cratere Sinton
Sinton  è un cratere sulla superficie di Marte.